# Безугла Мар'яна Володимирівна
Мар'я́на Володи́мирівна Безу́гла (нар. 17 травня 1988, Київ) — українська політична діячка та військовослужбовиця, народна депутатка України 9-го скликання від 217-го виборчого округу, членкиня Комітету з питань зовнішньої політики. Відома як учасниця численних політичних скандалів, що викликали в Україні значний суспільний резонанс. Учасниця бойових дій[⇨].

## Життєпис

### Дитинство
Народилася 17 травня 1988 року в м. Києві. Батько Володимир Олексійович Безуглий – підприємець, власник численних активів, найбільшим з яких є київський завод «Граніт», з 1990-х по 2022 рік співзасновник Фонду реабілітації та оздоровлення працівників, пенсіонерів та інвалідів МВС України. Мати Валентина Павлівна Терещенко – лікарка, Заслужений діяч науки і техніки України, доктор медичних наук, професор, у 2014—2016 роках завідувачка кафедри патологічної анатомії № 1 в Національному медичному університеті імені О. О. Богомольця. Сім'я багато подорожувала, з батьками Мар'яна об'їздила 50 країн.
У 2005 році з золотою медаллю закінчила Гімназію № 117 імені Лесі Українки з поглибленим вивченням іноземних мов. Окрім української, володіє англійською, німецькою й французькою мовами.

### Навчання
Вищу освіту здобула в Національному медичному університеті імені О. О. Богомольця (Медичний факультет № 1, спеціальність «Лікувальна справа») та має диплом із відзнакою. В університеті також пройшла військову кафедру й отримала офіцерське звання. У 2011 році продовжила навчання в інтернатурі Української військово-медичної академії (спеціальність «Внутрішні хвороби»), де також закінчила 3-місячні курси перекваліфікації (спеціалізація «Загальна практика – сімейна медицина») та Міжнародну програму лідерства Державного департаменту США «Охорона здоров'я та маргіналізовані популяції» (спеціалізація «Організація і управління охороною здоров'я»).
З 2011 працювала лікаркою-терапевткою, довіреною лікаркою, молодшою науковою співробітницею в Науково-практичному центрі профілактичної та клінічної медицини Державного управління справами, де згодом почала писати кандидатську дисертацію.
У 2023 році вступила до магістратури у Київський національний університет імені Тараса Шевченка на заочне навчання за спеціальністю «Публічне управління та адміністрування» (програма «Парламентаризм та парламентська діяльність»).

### Військова служба
Навесні 2015-го, як військовозобов'язана, під час 4-ї хвилі мобілізації отримала повістку до військкомату. Після місячних навчальних курсів із тактичної медицини направлена у 128-му окрему гірсько-піхотну бригаду на Закарпатті, у механізований батальйон під керівництвом Дениса Чаюка (тоді як комбригом в той час був Сергій Шаптала). А вже звідти, після численних її рапортів із проханнями направити в зону бойових дій, переведена в зону АТО в сектор А, де прослужила кілька місяців у Червоному Жовтні та в Станиці Луганській. Учасник бойових дій.
У серпні 2015 року, після того, як США передали ЗСУ польовий шпиталь EMEDS Basic, Мар'яну Безуглу було відібрано з числа військовослужбовців у команду військових медиків для навчання з американськими інструкторами на житомирському полігоні, де на неї звернули увагу співробітники медуправління Генерального штабу та прикомандирували до себе, а згодом перевели у медуправління Міноборони та доручили відповідати за міжнародну діяльність. Контактувала із західними партнерами, в тому числі з Офісом НАТО, супроводжувала різні проєкти.

### Кар'єра в Міноборони
Після демобілізації навесні 2016 року продовжила цивільну кар'єру у Військово-медичному департаменті Міноборони під керівництвом Андрія Верби. А пізніше того ж року менеджеркою у нещодавно створеному органі з забезпечення координації змін до оборонного відомства – Проєктному офісі реформ при Міноборони, який очолював Андрій Загороднюк. Була керівницею програми «Реформа системи медичного забезпечення Збройних сил». Ключовими завданнями її команди були: запуск централізованого навчання військовиків тактичної медицини та об'єднання медичних департаментів Міноборони й Генерального штабу в одну службу. Так у 2017 році запрацювали 205 навчальних центрів, де військовослужбовців ЗСУ навчали тактичної медицини. А у січні 2018 року за її участі ЗСУ створили Головне військово-медичне управління (нині – Командування Медичних сил ЗСУ).
У 2019 році старша інспекторка з контролю за виконанням доручень відділу цивільних експертів Центру забезпечення службової діяльності Міністерства оборони України та Генерального штабу Збройних Сил України.
Була заступницею голови Комітету ВРУ з питань нацбезпеки, оборони та розвідки, але згодом була звільнена, натомість була призначена до Комітету з питань зовнішньої політики.

## Політика
Кандидатка у народні депутати від партії «Слуга народу» на парламентських виборах у 2019 році (виборчий округ № 217, частина Оболонського району м. Києва) за результатами кількаетапного відбору «Соціальний ліфт», який провели Андрій Холодов (кум Віктора Медведчука) та Артем Культенко. На час виборів безпартійна. Перемогла з 38,4 % голосів виборців. Її найближчими суперниками з 26 кандидатів були Людмила Костенко від ПП «Європейська Солідарність», котра набрала 21,35 % голосів, лікар Іван Сорока від ВО «Батьківщина» та Герой України Олександр Порхун.
Заступниця голови Комітету Верховної Ради України з питань національної безпеки, оборони та розвідки у Верховній Раді України IX скликання (з 29 серпня 2019 року), голова підкомітету запровадження цінностей і стандартів НАТО, міжнародного військового співробітництва та миротворчості (04.09.2019 – 01.11.2023) та голова підкомітету з питань демократичного цивільного нагляду і контролю (з 1 листопада 2023 року). Заступниця Голови Постійної делегації у Парламентській асамблеї НАТО.
З 29 серпня 2019 року член фракції «Слуга народу». 10 листопада прийнята до партії «Слуга народу». 12 грудня увійшла до складу Міжфракційного об'єднання «Гуманна країна», створеного за ініціативи UAnimals для популяризації гуманістичних цінностей та захисту тварин від жорстокості.
У 2021 році очолювала Тимчасову слідчу комісію ВРУ з питань розслідування справи «Вагнерівців», яку деякі ЗМІ пов'язували з керівником ОПУ Андрієм Єрмаком. У підсумку ТСК з'ясувала, що відбулося перенесення активної фази операції проти ПВК «Вагнер» із 25 на 30 липня 2020 року, але їй не вдалось достеменно встановити, хто і на якому рівні в Україні ухвалив рішення про відтермінування. У наслідку опозиція звинуватила Безуглу у заангажованості.
15 липня 2024 року парламент зняв Безуглу з посади голови підкомітету Ради з нацбезпеки, а 19 вересня звільнили з посади заступниці голови комітету ВРУ з питань нацбезпеки, оборони та розвідки.
17 липня Мар'яна Безугла заявила про вихід із фракції «Слуга народу». Своє рішення вона пояснила звільненням з посади голови підкомітету з питань цивільного демократичного нагляду та контролю Комітету Верховної Ради з питань національної безпеки, намагаючись дистанціюватись від парламентської фракції.

## Критика, скандали
Напередодні парламентських виборів у 2019 році ВГО Громадянська мережа «ОПОРА» зафіксувала порушення, вчинені агітаторами від партії «Слуга народу», які в обмін на подарунки (кепки й футболки) закликали людей у їх присутності підписуватися на соцмережі Безуглої та Анни Пуртової. На пресконференції Безугла відхилила звинувачення, пояснивши це тим, що згідно з українським законодавством роздані агітаційні матеріали не могли вважатися підкупом, адже комплект коштував дешевше 125 гривень.
Мар'яна Безугла опублікувала декларацію за 2022 рік, в якій зазначила квартиру в Києві площею 75,1 м² всього за 164 тис. грн.

### Під час повномасштабного вторгнення
Авторка скандального законопроєкту № 7351, який надавав командуванню право самостійно убивати військовослужбовців за невиконання наказів без будь-яких доведених обставин, у ЗМІ оцінений як спроба відновити смертну кару в Україні. Авторами закону також виступили депутати «Слуги народу» Георгій Мазурашу та Олександр Федієнко. За інформацією видання «Лівий Берег» (повна картка законопроєкту стала недоступна після відкликання, а авторський колектив «змінився» 24 травня без пояснення причин), співініціаторами виступили інші представники партії Слуги народу — Олександр Аліксійчук, Олександр Бакумов, Сергій Гривко, Галина Третьякова, Віталій Войцехівський. Законопроєктом пропонувалось прибрати рядок «не призводячи до смерті військовослужбовця» зі ст. 22 «Статут внутрішньої служби Збройних Сил України». Законопроєкт пройшов профільну раду, зазнав значної критики у соцмережах та ЗМІ та був без пояснень відкликаний.
Мар'яну Безуглу як заступницю голови Комітету з питань національної безпеки, оборони та розвідки народним депутатом України Федір Веніславський запропонував відкликати з цієї посади, оскільки, як зазначено у пояснювальній записці, Безугла надала неправдиву інформацію по узгодження нею з ГУР МОУ редакції законопроєкту № 4210. Документально вона підтвердити свої слова не змогла. При тому, що начальник Головного управління розвідки Міноборони Кирило Буданов заявив, що ГУР МОУ не підтримує законопроєкт № 4210.
26 листопада 2023 року, під час планування державного бюджету на 2024 рік, Мар'яна Безугла заявила, що головнокомандувач ЗСУ Валерій Залужний не надав плану на наступний рік, а всі його пропозиції щодо мобілізації зводилися до залучення у війну якомога більшої кількості людей без істотних змін системи ЗСУ, та закликала військове керівництво піти у відставку. Це викликало шквал критики на адресу нардепки.
Ми питали, під що планувати? Як ви бачите війну? Чому створення бригади, а не доукомплектування існуючих? Скільки коштуватиме бригада, нова бригада? Це ж ще нові штаби, що з бойовими підрозділами? Чи закладати кошти під ротацію і демобілізацію? Що з навчанням? Що з ротаціями? Чому в 2024 не закладена закупівля турнікетів взагалі, наприклад? Ви розумієте, що один загиблий коштує державі 15 млн грн, а турнікет типу САТ — в 10 тис. раз менше? Окрім трагедії загибелі як такої.
Також Безугла пропонувала піти на фронт жінкам та волонтерам, а ще виступила за покарання ухилянтів, які виїхали за кордон, зокрема запропонувала передати їхнє майно сім'ям загиблих військових. У січні 2024 року Безугла заявляла про плани вийти з фракції «Слуга народу», однак у квітні того ж року заявила, що залишається у фракції, щоб «не підставляти президента».
22 липня 2025 року Безугла голосувала за закон України 12414, що спричинив всеукраїнські акції протесту, і який був ухвалений з порушенням Регламенту Верховної Ради України та підпорядкував НАБУ та САП Генеральному прокурору.

### База «Миротворця»
16 липня Мар'яну Безуглу внесли до бази «Миротворець» за дискредитацію української влади, дискредитацію ЗСУ та дії, направлені на деморалізацію війська. Після ракетного обстрілу 26 серпня 2024 року Безугла оприлюднила непідтверджену інформацію, що винищувач F-16 ПС ЗСУ був збитий дружнім вогнем, що було спростовано командуванням Повітряних сил.

### Відношення до ЛГБТ
13 січня 2025 року Безугла опублікувала на своїй Facebook-сторінці допис, у якому заявила, що «бути представником ЛГБТ» — це «не норма, а психофізіологічне відхилення».